# Ingemar Melchersson
Ingemar Curt Melchersson (* 24. Jänner 1946 in Stockholm) ist ein österreichischer Organist und Kirchenmusiker.

## Leben
Melchersson wurde nach Absolvierung der Pädagogischen Akademie in Eksjö an der Wiener Musikakademie und am Mozarteum Salzburg von Alois Forer als Organist ausgebildet, wohnte zunächst in Wien im 10. Bezirk, wo er in der Salvatorianerkirche zu den heiligen Aposteln an der Orgel diente. 1975 erwarb er am Mozarteum ein Diplom aus Orgel-Konzertfach „mit Auszeichnung“ und einen Abgangspreis der Bundesregierung; er zog dann nach Schlägl, wo er von 1975 bis zu seiner Pensionierung 2009 als Stiftsorganist des Prämonstratenserklosters Stift Schlägl tätig war.
Musikalisch mitbestimmend wurden seine Kontakte zu Josef Mertin, Gustav Leonhardt und Luigi Ferdinando Tagliavini.
Wiewohl er sich der Historischen Aufführungspraxis verschrieben hat, gilt er doch auch als hervorragender Interpret zeitgenössischer Musik.
Ihm oblag die Betreuung der Internationalen Orgelwettbewerbe sowie die Leitung der internationalen Schlägler Musikseminare und er trug wesentlich zum Aufbau der Landesmusikschule Schlägl bei, wo er lange Zeit als Lehrer wirkte.

## Werke
Sein Werk umfasst musikwissenschaftliche Publikationen und Konzerte im In- und Ausland im Rahmen von jährlichen Orgelreisen.

## Auszeichnungen
Für seine spirituellen, kulturellen und wirtschaftliche Beiträge insbesondere im Zusammenhang mit Musik wurde er mehrfach geehrt:
- Abgangspreis des Bundesministeriums für Unterricht (1975)
- Berufstitel Professor
- Silbernes Ehrenzeichen für Verdienste um die Republik Österreich (1990)
- Kulturmedaille des Landes Oberösterreich (1995)
- Ehrenkreuz für Wissenschaft und Kunst I. Klasse (2006)
- Silbernes Verdienstzeichen des Landes Oberösterreich (2009)
- Ritter des Ordens des Hl. Papstes Silvester (2012)
- Ehrennadel der Marktgemeinde Aigen-Schlägl[4]